# Ray Gunter
Raymond Jones Gunter (ur. 30 sierpnia 1909, zm. 12 kwietnia 1977), brytyjski polityk, członek Partii Pracy, minister w rządach Harolda Wilsona.
Pochodził z Walii. Pracował na kolei i był aktywistą związkowym. Podczas II wojny światowej służył od 1941 r. w szeregach Royal Engineers, gdzie dosłużył się rangi kapitana.
W 1945 r. został wybrany do Izby Gmin jako reprezentant okręgu South East Essex. Od 1950 r. reprezentował okręg wyborczy Doncaster. W 1950 r. wygrał tam z kandydatem Partii Konserwatywnej Anthonym Barberem przewagą 878 głosów. Rok później Gunter przegrał z Barberem różnicą 384 głosów. Gunter powrócił do Izby Gmin w 1959 r., wygrywając wybory w okręgu Southwark.
W latach 1955–1966 był członkiem Narodowego Komitetu Wykonawczego. Po wygranych przez Partię Pracy wyborach 1964 r. Gunter został ministrem pracy. Na tym stanowisku musiał zmagać się z narastającym niezadowoleniem związków zawodowych z polityki rządu. W kwietniu 1968 r. został przeniesiony na stanowisko ministra mocy. Zrezygnował już 1 lipca.
Gunter wygrał wybory 1970 r., ale dwa lata później zrezygnował z miejsca w Izbie Gmin. Zmarł w 1977 r.